# Lake Station
Lake Station è una città degli Stati Uniti nella Contea di Lake, nello Stato dell'Indiana.
È situata 5 km a sud del lago Michigan e circa 65 km a sud-est del centro di Chicago.
La popolazione era di 13.948 abitanti nel censimento del 2000.